# 高明碘泡虫
高明碘泡虫（学名：Myxobolus koumingensis）为碘泡科碘泡虫属的动物。在中国，分布于广东、浙江等，营寄生生活，寄生在胡鲇的鳃、肾、肝、脾、生殖腺。